# Michael Ameyaw
Michael Ameyaw (Łódź, 16 de septiembre de 2000) es un futbolista polaco que juega en la demarcación de extremo para el Raków Częstochowa de la Ekstraklasa.

## Selección nacional
Tras jugar en las categorías inferiores de la selección, finalmente el 12 de octubre de 2024 hizo su debut con la selección de Polonia en un partido de la Liga de Naciones de la UEFA 2024-25 contra Portugal que finalizó con un resultado de 1-3 a favor del combinado portugués tras un gol de Piotr Zieliński para Polonia, y de Bernardo Silva, Cristiano Ronaldo y un autogol de Jan Bednarek.

## Clubes
| Club                   | País    | Año       | Partidos | Goles |
| ---------------------- | ------- | --------- | -------- | ----- |
| Widzew Łódź            | Polonia | 2018-2019 | 34       | 0     |
| Bytovia Bytów (cedido) | Polonia | 2020      | 14       | 2     |
| Widzew Łódź            | Polonia | 2020-2021 | 29       | 2     |
| Piast Gliwice          | Polonia | 2021-2024 | 95       | 16    |
| Raków Częstochowa      | Polonia | 2024-     | 13       | 0     |